# Silene wolgensis
Silene wolgensis là loài thực vật có hoa thuộc họ Cẩm chướng. Loài này được (Hornem.) Otth miêu tả khoa học đầu tiên năm 1824.